# Droga wojewódzka nr 665
Droga wojewódzka nr 665 (DW665) – droga wojewódzka położona na terenie województwa podlaskiego. Droga rozpoczyna się na węźle Guty na drodze ekspresowej S61 i kończy się na obwodnicy Augustowa - DK8.

## Miejscowości leżące przy trasie DW665
- Guty
- Grajewo
- Rajgród
- Bargłów Kościelny - obwodnica
- Augustów E67

## Historia
W latach 2016–2017 numer ten został przypisany odcinkowi drogi od skrzyżowania Al. Krakowskiej i ul. Mszczonowskiej w Jankach (DW621) do węzła Warszawa Janki z drogą ekspresową S8 i drogą krajową nr 7. Drogę utworzono na odcinku będącym fragmentem DK8 do czasu otwarcia Trasy Salomea-Wolica. Na całym odcinku posiadała dwie jezdnie po dwa pasy ruchu w każdą stronę. Obecnie trasa posiada kategorię drogi powiatowej.
W 2022 roku numer drogi został przypisany do drogi w województwie podlaskim stanowiącej fragment starego przebiegu drogi krajowej nr 61. Arteria łączy węzeł "Guty" na drodze ekspresowej S61 koło Szczuczyna z DK8 na obwodnicy Augustowa.